# Железная дивизия
«Железная дивизия» (нем. Eiserne Division, латыш. Dzelzsdivīzija) — добровольческое войсковое соединение, укомплектованное в декабре 1918 года в основном из военнослужащих 8-й германской армии для борьбы с вооружёнными силами Латвийской ССР. Командиром был назначен полковник Куммер, затем майор Йозеф Бишоф. Девиз дивизии — «И все же» (нем. Und doch). Все чины Железной дивизии носили на головных уборах череп с костями
Участвовала в боях как против сил Советской Латвии, так и против эстонской армии и Северолатвийской бригады в Цесисской битве. В составе Западной добровольческой армии Бермондта-Авалова воевала против латвийской армии. После разгрома войск Бермондта-Авалова Железная дивизия покинула территорию Латвии и по приказу майора Бишофа была распущена 31 декабря 1919 года.

## Формирование
7 декабря 1918 года Народный совет с целью защиты территории Латвии от наступления Красной армии заключил соглашение с уполномоченным Германии в Прибалтике Августом Виннигом о создании ополчения (ландесвера) в составе 18 латышских, 7 немецких и 1 русской роты. Затем были сформированы ещё 7 рот, из которых 4 оказались «неблагонадёжными». Две из них вскоре восстали против правительства Улманиса и подверглись расправе. В соответствии с соглашением доля латышей в ландесвере должна была составлять 2/3 (это условие так и не было соблюдено, доля латышей не превышала 1/3). 20 ноября началась вербовка остзейских немцев в «Добровольческий егерский корпус Гольдинген», куда записалось 200 человек.
Германская 8-я армия в конце 1918 года удерживала Ригу и левобережье Даугавы вплоть до балтийского берега, однако после заключения Компьенского перемирия, завершившего Первую Мировую войну, она практически была небоеспособна.
29 декабря 1918 года правительство Улманиса заключило отдельный договор с Виннигом о мобилизации на защиту Латвии немецких добровольцев из числа военнослужащих Германии, которым были обещаны «полные права гражданства» Латвии и земельные наделы, при условии их участия в боевых действиях по защите Латвийской Республики в течение не менее чем четырёх недель. Вербовка добровольцев началась как из числа военнослужащих бывшей 8-й дивизии (они составили костяк Железной дивизии), так и в Германии, где также оказалось много демобилизованных солдат и офицеров. Из последних была сформирована 1-я гвардейская резервная дивизия, которая в феврале 1919 года прибыла в Либаву. Германские силы возглавил граф Рюдигер фон дер Гольц, он же стал губернатором Либавы.
Пополнение офицерами и личным составом, если его нельзя было обеспечить за счет уроженцев Латвии, обеспечивало действовавшее в Берлине вербовочное бюро «Балтенланд», в первую очередь разыскивавшее находящихся в Германии балтийских немцев и опытных инструкторов. Оружие, оборудование и деньги доставляло прусское военное министерство. В дивизии без всякой дискриминации относительно своего прежнего ранга служили и бывшие русские офицеры: ротой отряда (позднее батальона) Эйленбурга командовал бывший командир русского кавалерийского полка подполковник фон Клейст, а взводным у него служил бывший командир пехотной бригады генерал-майор Фердинанд фон Раден.

## Состав
Март 1919 — 4 тысяч солдат и офицеров, 5 полубатарей с 10 орудиями, 425-й авиаотряд под командованием капитана Грёккеля (базировался в Ковно), 2 тысячи лошадей. 
- Железная дивизия: [6] командующий - майор Йозеф Бишоф
  - 1-й Курляндский пехотный полк (командир - майор Лоссов)
    - I. Батальон (?)
    - II. Батальон (Грёбен)
    - III. Батальон (Хайдберг)

  - 2-й Курляндский пехотный полк (командир - майор Вильгельм Кляйст)[7]
    - I. Батальон (Либерманн)
    - II. Батальон (Балла)
    - III. Батальон (Хайде)

  - 3-й Курляндский пехотный полк (командир - гауптманн Пёнсген)
    - I. Батальон (?)
    - II. Батальон (?)
    - III. Батальон (Рикхофф)

  - Кавалерийский полк (командир - майор Канитц)
  - Артиллерийский дивизион (командир - майор Сикст Арним)
    - I. Батарея (гауптманн Ауэрбах)
    - II. Батарея (гауптманн Циммерманн)
    - III. Батарея (?)
    - Батарея добровольческой пешей артиллерии 1-го армейского корпуса

  - Отделение бронемашин, выделенных правительством города Либау.